# Кирш, Илья Евгеньевич
Илья́ Евге́ньевич Кирш (родился 21 сентября 2004 года, Владивосток, Россия) — российский футболист, защитник «Зенита», выступающий на правах аренды за «Черноморец».

## Клубная карьера
Родился во Владивостоке.
До 2022 года занимал футболом в академии петербургского «Зенита».
18 июля 2021 года в матче первенства ПФЛ против клуба «Луки-Энергия» дебютировал в профессиональном футболе за «Зенит-2».
В составе молодёжной команды «Зенита» в сезонах 2022/23 и 2023 становился серебряным призёром Молодёжной футбольной лиги.
13 сентября 2023 года на правах аренды перешёл в «Ростов», за который провёл 3 матча в Кубке России.
14 июня 2024 года был арендован махачкалинским «Динамо». 2 ноября 2024 года сыграл дебютный матч в чемпионате России против «Зенита».